# Пироженко, Александр Николаевич
Алекса́ндр Никола́евич Пироже́нко (20 мая 1966) — советский и российский футболист, почти всю карьеру играл на позиции защитника, лишь в последний сезон был заявлен как нападающий.

## Карьера
Профессиональную карьеру начал в 1984 году в ставропольском «Динамо», в составе которого выступал до 1986 года, проведя за это время 28 матчей. В 1988 году перешёл в майкопскую «Дружбу», за которую в том сезоне сыграл 36 встреч. В 1989 году пополнил ряды «Кубани», в составе которой провёл в том сезоне 39 игр, после чего вернулся в «Дружбу», где провёл сезон 1990 года, сыграв в 42 матчах команды и забив 1 гол.
В 1992 году перешёл в клуб «Венец» из города Гулькевичи, сыграл 33 матча, забил 1 мяч, после чего снова вернулся в «Дружбу», с которой стал полуфиналистом Кубка России сезона 1992/93, в котором сыграл в 2 матчах команды (ранее ещё одну игру в этом розыгрыше провёл в составе «Венца»). Кроме того, провёл в том сезоне за майкопчан 37 матчей в первенстве страны и 2 игры, в которых забил 1 гол, в очередном розыгрыше Кубка России. Сезон 1994 года стал последним для Александра в «Дружбе», он сыграл в 25 матчах команды в первенстве и 1 игру провёл в Кубке, после чего перешёл в самарский клуб СКД, в составе которого провёл 1 год, сыграв за это время в 38 встречах команды в первенстве.
В 1996 году перешёл в «Кубань», за которую ранее играл ещё в союзном первенстве. В сезоне 1996 года провёл за основной состав команды 32 матча, и ещё сыграл 2 встречи и забил 1 гол за выступавший в Третьей лиге дублирующий состав клуба. В следующем сезоне, ставшем последним для Пироженко в «Кубани», провёл 27 матчей за основной состав в лиге, 3 матча сыграл в Кубке и 6 игр провёл за дубль.
В 1998 году вернулся в клуб «Венец», за который сыграл в том сезоне 38 матчей и забил 2 гола, после чего завершил профессиональную карьеру, однако в 2002 году на один сезон вернулся в большой спорт, был заявлен в состав «Венца» в амплуа нападающего (несмотря на то, что всю карьеру провёл на позиции защитника) 11 апреля и провёл за клуб в том году 10 матчей в зоне «Юг» Второго дивизиона, после чего окончательно завершил карьеру профессионального футболиста.

## Достижения
«Дружба»
- Полуфиналист Кубка России (1): 1992/93

## После карьеры
Завершив профессиональную карьеру, Александр продолжил играть в футбол на любительском уровне, выступает в составе команды ветеранов «Кубани», вместе с ней в 2009 году стал финалистом Кубка Южного федерального округа среди ветеранов, в котором принимали участие футболисты старше 35 лет.